# Adrafinil
Adrafinil ist ein Arzneistoff zur Behandlung von Schlafstörungen wie z. B. der Narkolepsie. Die Substanz gehört zu einer Gruppe psychostimulierender Medikamente, die sich in ihrer Molekülstruktur von den Stimulanzien auf Amphetaminbasis deutlich unterscheidet.
Adrafinil ist ein Prodrug, das erst durch Metabolisierung zu Modafinil wirksam wird. In seiner Wirkung entspricht es Modafinil, jedoch setzt aufgrund des Metabolisierungsschritts die Wirkung verzögert ein. Es ist wie Modafinil eine verbotene Dopingsubstanz.
Adrafinil wurde in Frankreich ab 1985 unter dem Produktnamen Olmifon® vertrieben. Nachdem die französische Arzneimittelbehörde dem Hersteller Cephalon im April 2011 angekündigt hatte, dass eine Neubewertung des Nutzen-Risiko-Verhältnisses von Olmifon geplant sei, stellte Cephalon den Vertrieb ein.

## Stereoisomerie
Adrafinil ist ein Sulfoxid und besitzt ein Stereozentrum am Schwefelatom, es ist also chiral. Der Arzneistoff kommt als Racemat zur Anwendung, also aus einem 1:1-Gemisch der (R)-Form und der dazu spiegelbildlichen (S)-Form.

## Verschreibungsstatus
In Deutschland ist Adrafinil nicht verschreibungspflichtig. Zugelassene Fertigarzneimittel gibt es in Deutschland, Österreich und der Schweiz nicht.